# (4267) Баснер
(4267) Баснер (лат. Basner) — типичный астероид главного пояса, открыт 18 августа 1971 года советским астрономом Тамарой Смирновой в Крымской астрофизической обсерватории и 22 февраля 1997 года назван в честь советского и российского композитора Вениамина Баснера.

## Обнаружение и именование
(4267) Баснер
Открыт 18 августа 1971 года в Научном Т. М. Смирновой.
Назван в память о выдающемся русском композиторе Вениамине Ефимовиче Баснере (1925—1996) — авторе опер, балетов, оперетт, превосходных песен, симфонических и камерных сочинений и музыки ко многим фильмам. Название предложено Союзом композиторов России в Санкт-Петербурге.
Оригинальный текст (англ.)4267 Basner
Discovered 1971-08-18 by Smirnova, T. M. at Nauchnyj.
Named in memory of Veniamin Efimovich Basner (1925—1996), outstanding Russian composer, author of operas, ballets, operettas, excellent songs, symphonic and chamber compositions and music for many movies. Name proposed by the Russian St. Petersburg Composers' Union.
Источники: DISCOVERY.DB; M.P.C. 29143.

## Орбита

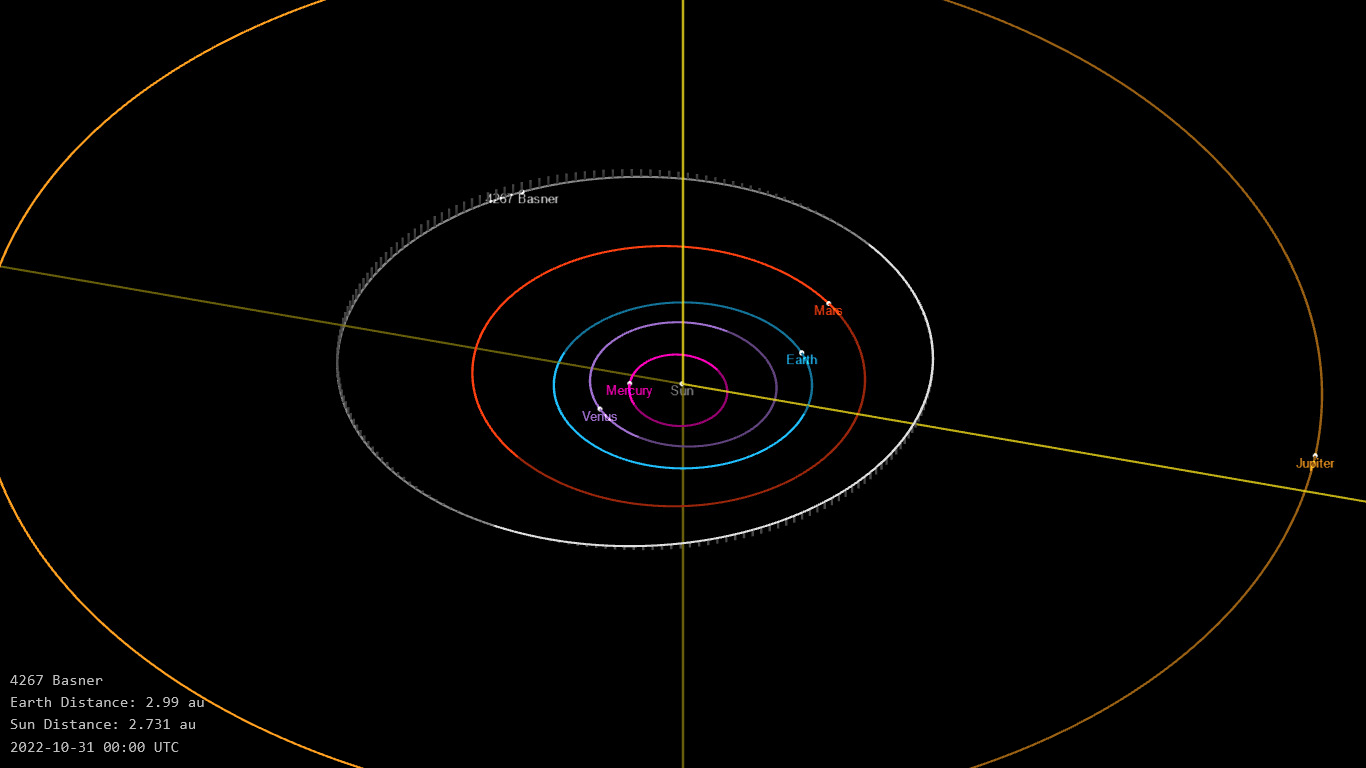
Орбита астероида Баснер и его положение в Солнечной системе

## Физические характеристики
Астероид относится к таксономическому классу S.
По результатам наблюдений в видимом и ближнем инфракрасном диапазоне космического телескопа NEOWISE диаметр астероида оценивается равным 2,728±0,099 км. Согласно тем же источникам альбедо оценивается как 0,5960±0,0703 и 0,596±0,070.